# Laura Pausini (álbum de 1993)
Laura Pausini es el álbum debut de la cantante italiana Laura Pausini, publicado en Italia el 18 de mayo de 1993 por el sello CGD Records (Warner). Tras obtener el éxito en el mercado italiano, al vender más de medio millón de ejemplares, se decidió publicar el álbum en Europa, Australia y Japón. Las ventas a nivel mundial superan las tres millones de copias. El primer sencillo elegido para promocionar Laura Pausini fue «La solitudine», canción ganadora de la edición 43 del Festival de la Canción de San Remo en la categoría de nuevos artistas o Giovani. El tema logró alcanzar los primeros puestos de la lista de éxitos italiana, así como de otros países europeos como Bélgica, Países Bajos y Francia. En Países Bajos se le otorgó disco de platino por ventas superiores a 80 000 «Non c’è»  y «Perché non torna più» fueron los siguientes sencillos que promocionaron el álbum durante 1993. La producción artística corrió a cargo de Angelo Valsiglio, Marco Marati y Pietro Cremonesi, compositores que figuran también como autores de las canciones.

## Personal
- Riccardo Galardini - guitarra (acústica), Guitarra, Guitarra (Electric)
- Leonardo Abbate - Voz (bckgr), Coro, Coro
- Stefano Allegra - Banjo, Bajo
- Anilo Bastoni - Director, Vocales (bckgr), Coro, Coro
- Cesare Chiodo - Banjo, Bajo
- Emanuela Cortesi - Voz (bckgr), Coro, Coro
- Silvia Mezzanotte - Voz (bckgr), Coro, Coro
- Cristina Montanari - Voz (bckgr), Coro, Coro
- Luca Jurman - Voz (bckgr), Coro, Coro
- Massimo Pacciani - Percusión, Batería
- Lele Melotti - Batería
- Simone Papi - Piano, Teclados & Programación
- Gianni Salvatori - guitarra (acústica), Guitarra, Arreglista, guitarra (eléctrica), voz (bckgr), coro, coro
- Saverio Porciello - Guitarra acústica
- Ludovico Vagnone - Guitarra eléctrica
- Luca Signorini - Saxofón
- Stefano Cantini - Saxofón
- Angelo Valsiglio - Productor
- Marco Marati - Productor
- Alfredo Cerruti - Dirección de arte
- Luciano Viti - Fotografía
- Luca Vittori - Ingeniero
- Fabrizio Facioni - Ingeniero
- Giamba Lizzori - Ingeniero
- Renato Cantele - Ingeniero de Mezcla
- Maurizio Biancani - Ingeniero de Mezcla
- Antonio Baglio - Ingeniero de Masterización

## Lista de canciones
| N.º | Título                           | Escritor(es)                       | Duración |  |
| 1.  | «Non c’è»                        | Federico Cavalli, Pietro Cremonesi | 4:40     |  |
| 2.  | «Mi rubi l'anima" (Dúo con Raf)» | Cavalli                            | 3:25     |  |
| 3.  | «Dove sei»                       | Cavalli, Cremonesi                 | 3:35     |  |
| 4.  | «Baci che si rubano»             | Cavalli                            | 4:25     |  |
| 5.  | «Tutt'al più»                    | Roberto Casini                     | 4:02     |  |
| 6.  | «La solitudine»                  | Cavalli, Cremonesi                 | 4:04     |  |
| 7.  | «Perché non torna più»           | Cavalli                            | 4:10     |  |
| 8.  | «Il cuore non si arrende»        | Cavalli                            | 4:40     |  |

## Posicionamiento en las listas musicales
| Charts (1993–1995)      | Peak position |
| ----------------------- | ------------- |
| Belgian Albums Chart    | 1             |
| Dutch Albums Chart      | 3             |
| French Albums Chart     | 35            |
| Italian Albums Chart    | 3             |
| Portuguese Albums Chart | 1             |

## Certificaciones y ventas
| País         | Organismo Certificador | Certificación | Ventas  | Ref.          |
| ------------ | ---------------------- | ------------- | ------- | ------------- |
| Italia       | FIMI                   | 5x Platino    | 500 000 | [ 11 ]        |
| Argentina    | CAPIF                  | Oro           | 50 000  | [ 12 ]        |
| Francia      | SNEP                   | Oro           | 150 000 | [ 13 ]        |
| Países Bajos | NVPI                   | 2x Platino    | 100 000 | [ 14 ] [ 15 ] |
| Brasil       | ABPD                   | Oro           | 175 000 | [ 16 ]        |
| Suiza        | IFPI - Suiza           | Oro           | 25 000  | [ 17 ]        |